# Tinospora subcordata
Tinospora subcordata är en tvåhjärtbladig växtart som beskrevs av Friedrich Ludwig Diels. Tinospora subcordata ingår i släktet Tinospora och familjen Menispermaceae. Inga underarter finns listade i Catalogue of Life.